# Garrot d'Islande
Bucephala islandica
Espèce
Statut de conservation UICN

 LC  : Préoccupation mineure

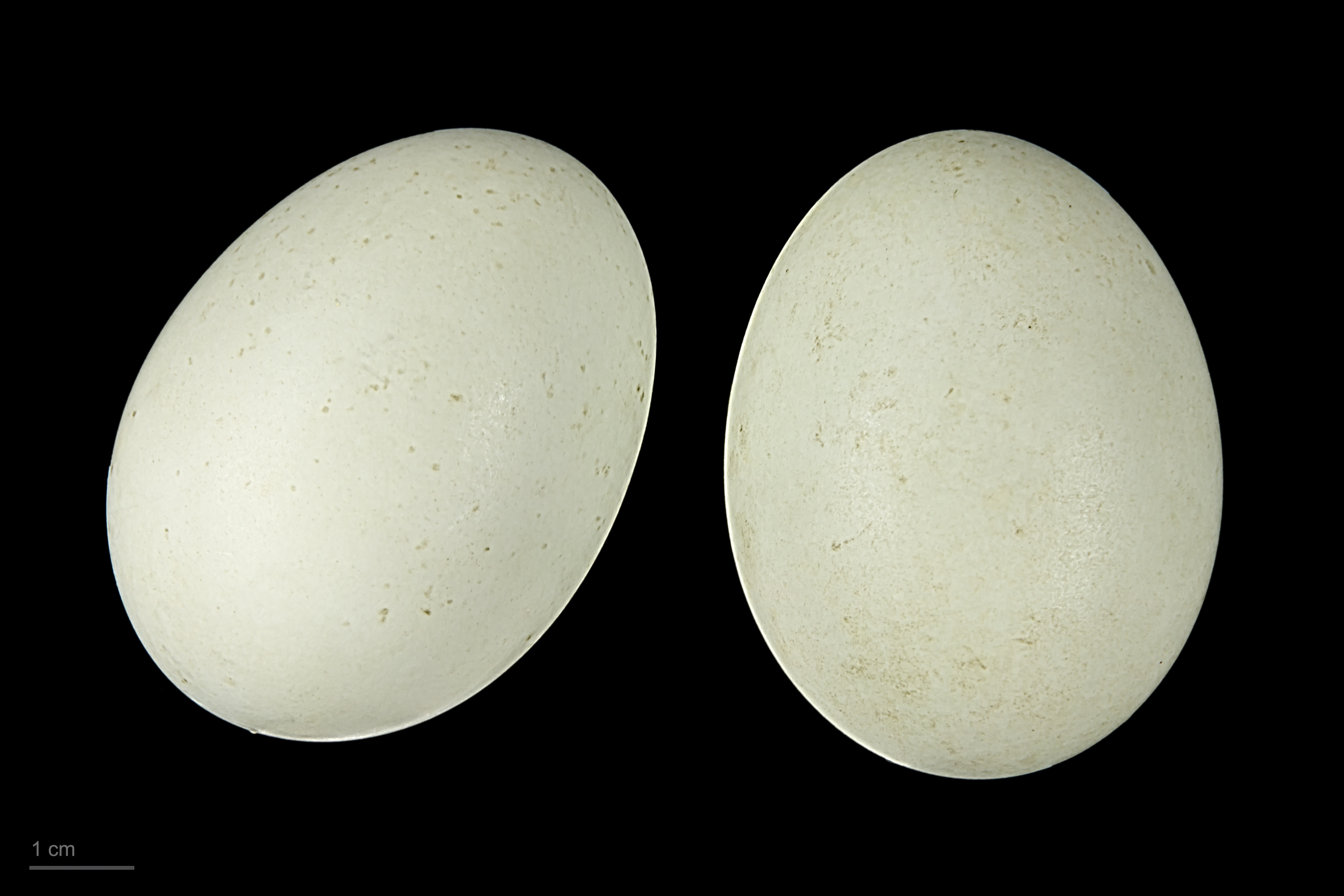
Bucephala islandica - MHNT

Le Garrot d'Islande ou garrot de Barrow  (Bucephala islandica) est une espèce d'oiseaux de la famille des Anatidae.

## Description
Cet oiseau mesure environ 53 cm de longueur pour une envergure de 67 à 84 cm et un poids de 1 000 à 1 304 g.

## Répartition

Carte de répartition
Aire de nidification
Présent à l'année
Aire d'hivernage

En Islande, où il vit dans la moitié nord (notamment à Mývatn), il est appelé húsönd « canard domestique ».